# Aaron Olsen
Aaron Olsen o Olson (Eugene, Oregon, 11 de gener del 1978) és un ciclista estatunidenc que fou professional del 2001 al 2009.

## Palmarès
- 2003
  - 1r al Valley of the Sun Stage Race
- 2004
  - Vencedor d'una etapa al Tour de Beauce
  - Vencedor d'una etapa al Tour de Toona

### Resultats al Giro d'Itàlia
- 2006. 148è de la classificació general
- 2007. 137è de la classificació general